# バード島 (セーシェル)
座標: 南緯3度43分 東経55度12分 / 南緯3.717度 東経55.200度

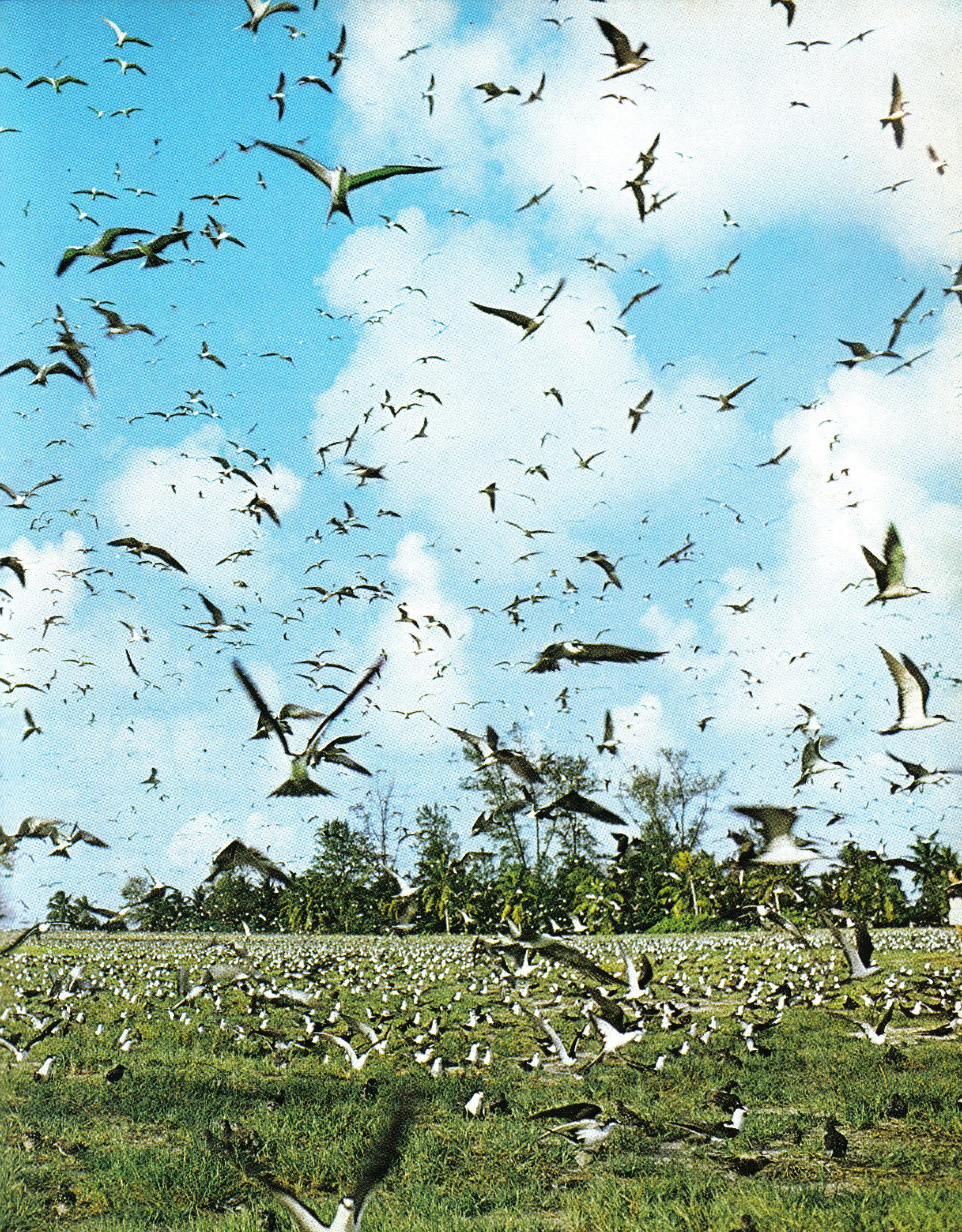
バード島のセグロアジサシ

バード島（Bird Island）はインド洋に含まれるサンゴ礁の島。面積約6km2。セーシェルに属し、首都ヴィクトリアが置かれているマヘ島の北96kmに位置する。島には原生林を切り開いて建設した滑走路と空港、野鳥観察を目的とする観光客が利用するロッジ、小規模の気象観測所が建てられている。
バード島は近くの海に多くのジュゴンが生息するため、"Ile aux Vaches"の名前でも知られている。1896年から1906年の間に島で17,000トンのグアノが採取され、肥料としてモーリシャスに輸出された。他にココナッツのプランテーションが島に置かれ、パパイヤや綿などが商品作物として栽培されていた。1967年から島は個人の所有地となり、動植物の保全対策が行われている。
4月から10月にかけての期間には数百万羽の鳥が営巣のために島に飛来し、ほとんどがセグロアジサシで占められている。5月から10月にかけての繁殖期には、島に約3,000,000羽のセグロアジサシが飛来する卵を目的とする人間によってセグロアジサシは乱獲されて数を大きく減らしたが、近年は保護活動が実施されている。島の周囲にはゾウガメも多く生息していたが、乱獲によって数は激減している。「世界で最も体重が重い亀」「世界で最も寿命の長い亀」としてギネスブックに名前が載るエスメラルダ（推定200歳、体重約320kg）は、バード島のゾウガメである。